# Let Her Go
Let Her Go è un singolo del cantautore britannico Passenger, pubblicato il 24 luglio 2012 come secondo estratto dal quinto album in studio All the Little Lights.

## Promozione
Il brano è stato usato come colonna sonora della pubblicità della birra Budweiser nel quale i protagonisti sono dei cavalli e un cucciolo di labrador; questo è stato proiettato durante il Super Bowl XLVIII. Il video pubblicato su youtube ha ricevuto in meno di 24 ore oltre 10 milioni di visualizzazioni.

## Successo commerciale
Nei primi mesi del 2013, il brano ha raggiunto la cima delle classifiche in molti Paesi europei e vendendo oltre 7 milioni di copie in tutto il mondo.
Nella settimana 26-1/1-2-2015 il singolo ha superato le 80 settimane in classifica FIMI

## Classifiche

### Classifiche settimanali
| Classifica (2012-14) | Posizione massima |
| -------------------- | ----------------- |
| Australia            | 1                 |
| Austria              | 1                 |
| Belgio (Fiandre)     | 1                 |
| Belgio (Vallonia)    | 11                |
| Canada               | 5                 |
| Danimarca            | 1                 |
| Finlandia            | 1                 |
| Francia              | 6                 |
| Germania             | 1                 |
| Irlanda              | 1                 |
| Italia               | 1                 |
| Libano               | 2                 |
| Lussemburgo          | 1                 |
| Norvegia             | 1                 |
| Nuova Zelanda        | 1                 |
| Paesi Bassi          | 2                 |
| Polonia              | 4                 |
| Regno Unito          | 2                 |
| Repubblica Ceca      | 22                |
| Slovacchia           | 46                |
| Slovenia             | 5                 |
| Spagna               | 3                 |
| Stati Uniti          | 5                 |
| Svezia               | 1                 |
| Svizzera             | 1                 |

### Classifiche di fine anno
| Classifica (2012) | Posizione |
| ----------------- | --------- |
| Belgio (Fiandre)  | 44        |
| Paesi Bassi       | 16        |